# Jacques Moulin (écrivain)
Pour les articles homonymes, voir Jacques Moulin et Moulin (homonymie).
Vous pouvez aider à l'améliorer ou bien discuter des problèmes sur sa page de discussion.
- Cet article biographique nécessite des références supplémentaires pour assurer sa vérifiabilité. (Marqué depuis octobre 2016)
- Il ne s’appuie pas, ou pas assez, sur des sources secondaires ou tertiaires. (Marqué depuis octobre 2016)
- Sa forme n’est pas encyclopédique et ressemble trop à un curriculum vitæ. Modifiez le texte pour aider à le transformer en article neutre. (Marqué depuis octobre 2016)

- Archive Wikiwix
- Bing
- Cairn
- DuckDuckGo
- E. Universalis
- Gallica
- Google
- G. Books
- G. News
- G. Scholar
- Persée
- Qwant
- (zh) Baidu
- (ru) Yandex
- (wd) trouver des œuvres sur Wikidata

Jacques Moulin (né le 8 février 1949 à Saint-Jouin-Bruneval, Seine-Maritime) est un poète français.

## Biographie
Originaire de Haute-Normandie, Jacques Moulin vit depuis 1985 à Besançon ; il y a travaillé comme professeur de français. Il est aujourd'hui retraité.
Également passeur et critique, Jacques Moulin anime depuis 2011 des rencontres de poésie contemporaine francophone à l’Université ouverte de Franche-Comté, en collaboration avec Élodie Bouygues, maître de conférences en littérature. Baptisées "Les Poètes du jeudi", ces soirées succèdent aux « Jeudis de poésie », cycle qu’il a cofondé et animé pendant 11 ans avec le poète Bertrand Degott.
Il intervient dans de nombreux festivals littéraires, notamment Les Petites fugues, Nature en Livres - une écopoétique de villages 2023, orienté sur la poésie.

## Œuvre
Au-delà de certaines similitudes de ton et de forme d’un recueil à l’autre (ponctuation raréfiée ou absente, blancs typographiques marquant le rythme au sein du vers et délimitant de brèves unités prosodiques…), les poèmes de Jacques Moulin expriment chaque fois le désir de se rapprocher d’un objet singulier, d’établir avec lui un rapport renouvelé dans un travail spécifique de la langue. Laurent Fourcaut le formule en ces termes à propos du recueil Entre les arbres : 
"Lire Entre les arbres, c’est reprendre avec joie conscience que l’objectif de la poésie, ou même sa raison d’être, c’est de reconquérir le réel en lessivant la langue, en la nettoyant de l’aliénation des formes d’une perception domestiquée [...]. Ainsi Jacques Moulin s’efforce-t-il d’abord de capter quelque chose de l’arbre […] dans une parole remaniée, reprise en toucher de main, où la découpe tactile du rythme et l’ébranlement de la syntaxe jouent un rôle majeur."
Ce renouvellement permanent de l’approche poétique transparaît à la fois dans la multiplicité des formes utilisées (formes libres ou canoniques, comme le rondel, vers libre ou mètres traditionnels) et dans la diversité des objets. Jacques Moulin écrit sur ses passions, son environnement familier, sur l’immédiatement visible (la nature dans Entre les arbres, À vol d’oiseaux, Comme un bruit de jardin, les ports industriels et marchands dans Portique...), mais il recherche non moins la différence et la nouveauté (à l’occasion d’un voyage, dans À la fenêtre du Transsibérien, ou d’une résidence, dans Journal de campagne). Jacqueline Michel a exprimé fortement cette aptitude à l’ouverture : 
"Entrer dans la poésie de Jacques Moulin, c’est […] se laisser surprendre par un détail plutôt banal du paysage familier qui, soudain, gagne intensément en signifiance : tels le galet en ses rondeurs, le marron en sa sombre brillance, le cerisier en son rougeoiement. Cheminer dans les écrits de Jacques Moulin, c’est découvrir un univers poétique en mouvement, tissé de paysages naturels, familiers, accordé au passage des saisons."
Cette passion de la différence se manifeste encore dans une intense activité de compagnonnage artistique. Jacques Moulin a notamment réalisé de nombreux livres pauvres et livres d’artistes en collaboration avec différents plasticiens. Mais cet intérêt pour les autres formes artistiques atteint peut-être sa plus haute expression dans Écrire à vue (2015), recueil où le poète observe à l’œuvre des artistes rencontrés par l’intermédiaire du Centre régional d’art contemporain de Montbéliard : 
"Entrer sans effraction dans la vérité de leur monde. Prendre langue avec. À la lettre sans heurt. S’ouvrir au registre des lieux dans le foyer des couleurs la géométrie du trait l’élan des volumes le geste d’espace. Pénétrer l’écran des neiges celles de l’œil tenu dans son blanc. Incapable de se grandir avant que de se regarder par le dedans. Une attente en allée vers leur monde depuis là." (Écrire à vue, texte inaugural). 
Dans son analyse du recueil À vol d’oiseaux, Jacqueline Michel suggère que cette quête de l’autre a partie liée à une quête de soi, et fait jouer en vis-à-vis les termes complémentaires d’identité et d’altérité :
"Un poète « raconte » son rapport d'être au monde des oiseaux et, ce faisant, esquisse une manière d'être à soi-même. […] Ce rapprochement soulève évidemment la question, au sujet des poèmes de A vol d'oiseaux, d'une forme d'écriture de soi singulière, détournée, qui ne serait pas figée dans le moule du genre dit autobiographique, qui n'aurait rien à voir avec un repli sur soi à caractère plus ou moins narcissique. […] À vol d'oiseaux témoigne de la nécessité chez le poète, de s'écrire non pour se décrire, mais pour s'interpeller dans la rencontre avec ce qui est autre, pour s'ouvrir sur l'espace d'un dépassement / effacement."

### Ouvrages parus
- Sauvagines, La Clé à molette, 2018
- L’épine blanche, (images de Géraldine Trubert), L’Atelier contemporain, 2018
- Un galet dans la bouche (images de Vincent Rougier), Rougier V., 2017
- Écrire à vue, éditions L’Atelier contemporain / Le 19, Crac, 2015[5]
- Journal de campagne (images de Benoît Delescluse), éditions Æncrages & Co, 2015[6].
- À la fenêtre du Transsibérien (images de Maurice Janin), L’Atelier du Grand Tétras, 2014[7].
- Portique (images peintes d’Ann Loubert), L’Atelier contemporain, 2014.
- Comme un bruit de jardin, éditions Tarabuste, 2014.
- Entre (coécrit avec Mira Wladir), éditions Le Miel de l’Ours, 2013.
- À vol d’oiseaux (images peintes d'Ann Loubert), L’Atelier contemporain, 2013[8].
- Entre les arbres, éditions Empreintes, 2012
- Archives d'îles, éditions L'Arbre à paroles, 2010
- Oublie (dessins et  collages de Véronique Dietrich), La Maison chauffante, 2009[9]
- « À l’appui de l’eau » (photographies de Jean-Louis Elzéard), in Reconnaissance de la rivière, Analogues, 2009
- Arbres d’hiver (peintures de Charles Belle), Galerie Bruno Mory, 2008
- Penche-toi (images peintes de Charles Belle, images filmées de François Royet), Joca Seria, 2007
- Une échappée de poireaux (dessins d'Evelyne Debeir), Tarabuste, 2006
- Escorter la mer, éditions Empreintes, 2005
- Ipso Facto (dessins de Charles Belle), Néo éditions / Le 19, Crac, 2002
- La mer est en nuit blanche, éditions Empreintes, 2001
- Arènes 42 (images de Marc Degois), Cadex éditions, 2001
- Valleuse, Cadex éditions, 1999
- Marron (images de Xavier Dupin), éditions de L'Envol, 1997
- Matière à fraise (images de Xavier Dupin), éditions de L'Envol, 1996

### Livres d'artistes
- Sonorités (gravures de François Ravanel), Atelier Dutrou, juin 2007
- Mélèzes, (gravures de François Ravanel), Atelier Dutrou, 2004
- Marques, (gravures de François Ravanel), Atelier Dutrou, 2000
- Façade (gravures de François Ravanel), Atelier Dutrou, 1998

### Livres pauvres
- Une voie gothique s’étire (images de Christine Delbecq), coll. « De l’Allemagne », 2018
- La haie (images de Florence Saint-Roch), 2018
- Le perroquet et la trémière (images de Myriam Drizard), 2016
- Couler l’encre (images de Jean-Michel Marchetti), coll. « Et creusant de ma face une fosse à mon rêve », 2016
- Prendre ligne (images d'Élodie Bouygues), coll. « L’insinuant », 2016
- Itinéraires (images de Benoît Delescluse), coll. « Comme si », 2009

### Autres publications
- Béatrice Bonhomme et Jacques Moulin, James Sacré ou les gestes de la langue, revue L'étrangère, N° 29-30, 2012
- Béatrice Bonhomme, Aude Préta-de Beaufort et Jacques Moulin, Dans le feuilletage de la terre, sur l'œuvre poétique de Marie-Claire Bancquart : Colloque de Cerisy, Peter Lang, 2012
- Béatrice Bonhomme, Serge Martin et Jacques Moulin, Avec les poèmes de Bernard Vargaftig : l'énigme du vivant : Colloque de Cerisy, Vallongues, 2009
- « Le Signe de fenêtre », in Heather Dohollau : L’évidence lumineuse, Folle Avoine, 2006
- « Pierre Mathias. Se tirer le portrait en jardinant », in Écriture de soi Secrets et Réticences, L’Harmattan, 2002
- « Pierre Mathias - Louis Guillaume : un compagnonnage en poésie », in Louis Guillaume poète des songes vécus, Bibliothèque historique de la ville de Paris, 1997